# شهرستان آریشانگ
شهرستان آریشانگ (به اویغوری: ئارىشاڭ ناھىيىسى، به مغولی: ᠷᠠᠰᠢᠶᠠᠨ ᠰᠢᠶᠠᠨ، لاتین:‌ Rasiyan siyan)، و یا شهرستان ونچوان (به چینی: 温泉县، به پین‌یین: Wēnquán Xiàn) یک شهرستان‌های جمهوری خلق چین در چین است که در ولایت خودمختار بورتالا مغول واقع شده‌است.